# You're The One
You're the One è il terzo album in studio da solista della cantautrice americana Rhiannon Giddens, pubblicato tramite Nonesuch Records il 18 agosto 2023. L'album è stato prodotto da Jack Splash e contiene solo composizioni originali, con l'apparizione come ospite di Jason Isbell. Ha ricevuto recensioni generalmente positive dalla critica.
Giddens ha espresso la speranza che gli ascoltatori "ascoltino semplicemente musica americana, Blues, jazz, cajun, country, gospel e rock: c'è tutto. [...] Sono canzoni divertenti e volevo che avessero al massimo più possibilità di raggiungere persone che potrebbero apprezzarli ma non sanno nulla di quello che faccio".

## Tracce
1. Too Little, Too Late, Too Bad – 3:44 (Rhiannon Giddens, Dirk Powell)
2. You're the One – 3:25 (Rhiannon Giddens, Lalenja Harrington)
3. Yet to Be (featuring Jason Isbell) – 3:39 (Rhiannon Giddens, Marcus Hummon)
4. Wrong Kind of Right – 4:39 (Rhiannon Giddens)
5. Another Wasted Life – 4:47 (Rhiannon Giddens, Bhi Bhiman)
6. You Louisiana Man – 4:06 (Rhiannon Giddens)
7. If You Don't Know How Sweet It Is – 3:01 (Rhiannon Giddens, Bhi Bhiman)
8. Hen in the Foxhouse – 3:47 (Rhiannon Giddens)
9. Who Are You Dreaming Of – 3:25 (Rhiannon Giddens, Dirk Powell)
10. You Put the Sugar in My Bowl – 2:58 (Rhiannon Giddens, Dirk Powell)
11. Way Over Yonder – 3:11 (Rhiannon Giddens, Keb' Mo')
12. Good Ol' Cider – 0:45 (Tradizionale)